# Mellicta parvaurelia
Mellicta parvaurelia är en fjärilsart som beskrevs av Rocci 1930. Mellicta parvaurelia ingår i släktet Mellicta och familjen praktfjärilar. Inga underarter finns listade i Catalogue of Life.